# Kożuch bakteryjny
Kożuch bakteryjny – rodzaj biofilmu, cienka błona bakterii, substancji organicznych i kurzu, zbierająca się i pływająca na powierzchni wody w akwarium. 
Błona ta jest zazwyczaj mikroskopijna i w normalnych warunkach często niezauważalna. Złożona w przeważającej części z bakterii egzystujących na powierzchni wody i zbierających się tam zanieczyszczeń. W sprzyjających warunkach, na które składa się słaba cyrkulacja wody, brak pokrywy lub szyby okrywowej, potrafi gwałtownie narastać, przybiera barwę białawą lub białą i często zajmuje całe lustro wody, wtedy na powierzchni można zauważyć wyraźne zmętnienie. Zjawisko niepożądane w akwarium, utrudnia wymianę gazową i w zaniedbanych, zanieczyszczonych zbiornikach ze słabą filtracją, cyrkulacją wody i ubogich w rośliny może zwiększyć ryzyko powstania przyduchy.

## Warunki sprzyjające powstaniu
- zastoje wody w akwarium, jej słaba cyrkulacja,
- brak zabezpieczenia akwarium przed zanieczyszczeniami z powietrza,
- zaniedbanie akwarium i dopuszczenie do kumulacji dużej ilości zanieczyszczeń organicznych,
- pozostawianie na powierzchni nie zjedzonego pokarmu ryb

## Przeciwdziałanie
Można jej przeciwdziałać poprzez: 
- zwiększenie cyrkulacji wody przy jej powierzchni np. kierując ku niej wylot wody z filtra,
- zastosowanie deszczowni
- rozbicia powierzchni wody uruchamiając napowietrzacz z kamieniem akwarystycznym.
- zabezpieczenie akwarium od góry szybą okrywową i / lub pokrywą,
- usuwanie z powierzchni nie zjedzonego pokarmu,
- wprowadzeniem do akwarium ryb żerujących przy powierzchni, np. molinezji,
- zbieranie jej z powierzchni przy pomocy arkusza bibułki.
- zastosowanie filtra powierzchniowego
- zbieranie jej przy pomocy butelki lub słoika zanurzonego milimetr pod powierzchnią wody, powodując wlewanie się kożucha do środka - można zebrać do 100% bakterii.